# Petergensfeld
Petergensfeld ist ein Ortsteil der belgischen Gemeinde Raeren in der deutschsprachigen Gemeinschaft. Der Ort liegt unmittelbar an der deutsch-belgischen Grenze und stellt die westliche Fortsetzung des deutschen Dorfes Roetgen dar. 
Petergensfeld liegt rund 18 Kilometer südöstlich von Aachen am nordöstlichen Rand des Hohen Venns am Flüsschen Weser. Am westlichen Ortsausgang befindet sich der Sender Raeren-Petergensfeld.
Die Grenze zerschneidet den natürlich gewachsenen Ort Petergensfeld/Roetgen seit 1555. Da Petergensfeld damals den Spanischen Niederlanden zugeschlagen wurde, nannte die Bevölkerung Roetgens diesen Teil des Dorfes fortan „das Spanische“. Noch heute heißt ein Straßenname in Petergensfeld offiziell „Spanisch“.
Der ehemalige Bahnhof Roetgen an der Vennbahn liegt auf dem Gebiet von Petersgenfeld und gehört zur Gemeinde Raeren. Im ÖPNV ist Petersgensfeld erreichbar mit einzelnen Schulfahrten der Buslinie 722 der Transport en Commun. Die deutschen Bushaltestellen in Roetgen (vor allem Roetgen Bahnhof/Wanderstation), die regelmäßig von der ASEAG bedient werden, sind fußläufig ebenfalls erreichbar.

## Regionale Sprache
Neben dem in der Schule unterrichteten und in der Gemeinde gebräuchlichen Standarddeutsch ist das traditionelle regionale „Platt“, ein ripuarischer Dialekt.